# Amniota
Amniotes
Clade
Clades de rang inférieur
- † Casineria[1] ?
- † Kraterokheirodon[2]
- Synapsida
  - † Caseasauria
  - Eupelycosauria
    - Mammalia
- Sauropsida
  - † Recumbirostra[3],[4] ?
  - † Parareptilia
  - Eureptilia

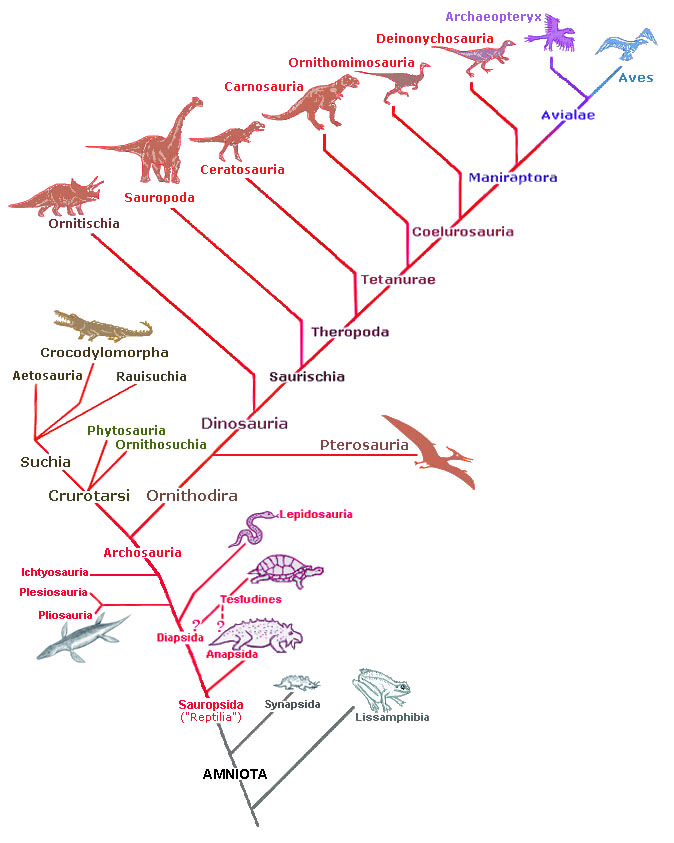
Cladogramme des amniotes.

Les amniotes (Amniota) sont un clade de tétrapodes qui ont la particularité de disposer d'un sac amniotique, protégeant l'embryon ou le fœtus. Il y a environ 360 millions d'années, les ancêtres de tous les vertébrés terrestres ont commencé à sortir de l'eau. Cette évolution a été facilitée par deux innovations physiologiques majeures : d'une part une forte kératinisation de la peau qui se recouvre d'écailles cornées (ou de dérivés d'écailles : plumes, poils) qui favorise la lutte contre la dessiccation, et d'autre part l'apparition de l'œuf cléidoïque (pour « clos », plus connu sous le nom d'œuf amniotique, d'après le nom de la membrane, l'amnios, qui protège des chocs et de la dessiccation l'embryon se développant dans un milieu aqueux indispensable, le liquide amniotique, tandis que le petit se développe dans une coquille ou dans l'utérus).
Le clade Amniota, aujourd'hui bien soutenu, regroupe les sauropsides (reptiles et oiseaux) et les synapsides (mammifères et lignées apparentées disparues) ; parmi les tétrapodes actuels, les amniotes, issus des amphibiens reptiliomorphes, constituent cladistiquement le groupe-frère des lissamphibiens.

## Explosion radiative des amniotes

### Amniotes anciens
Les plus anciens fossiles d'amniotes connus, découverts en Nouvelle-Écosse (Canada), datent du Carbonifère moyen, il y a environ 319 millions d'années (Ma). En 2025, des empreintes attribuées à des traces de griffes, découvertes en Australie, suggèrent que les amniotes étaient déjà présents au début du Carbonifère, il y a environ 355 Ma (les Amphibiens n'ont pas de griffes). Si cette interprétation est confirmée, elle place aussi l'origine des amniotes dans le Gondwana plutôt que dans l'hémisphère nord,.
Les amniotes sont un groupe d'environ 20 600 espèces actuelles de tétrapodes (sur 24 800) ayant acquis la capacité de produire des œufs amniotiques à coquille, offrant à l'embryon la possibilité de se développer dans un milieu aqueux protégé de la dessiccation, ce qui leur a permis de s'émanciper du milieu aquatique pour leur appariement et leur ponte.
À partir de cette capacité fonctionnelle, les groupes d'amniotes se sont différenciés, caractéristiques d'une radiation adaptative occupant de nombreuses niches écologiques. Parmi les plus spécifiques, on peut citer :
- Les tortues ont diversifié les modalités de protection des plaques osseuses engendrées par la peau (suivant la même logique fonctionnelle que les mollusques, environ 200 millions d'années auparavant).
- Les squamates ont conservé la capacité de se reproduire hors de l'eau, mais parmi eux les serpents et quelques autres groupes ont progressivement évolué vers un stade vermiforme, abandonnant le déplacement sur les membres.
- Les dinosaures ont eux aussi connu une radiation adaptative en milieu terrestre (puis aérien : dinosaures aviens, c'est-à-dire les oiseaux). L'extinction de nombreuses lignées lors de la transition mésozoïque-cénozoïque a laissé le champ libre à la radiation des mammifères.
- Les mammifères, issus des cynodontes de la transition paléozoïque-mésozoïque, étaient nombreux et plus diversifiés qu'aujourd'hui du point de vue phylogénétique, mais pas du point de vue morphologique : avant l'extinction Crétacé-Paléogène la plupart étaient de petite taille, insectivores et ressemblant à des rats. L'extinction des dinosaures (hormis les oiseaux) libéra de nombreuses niches écologiques et permit la radiation évolutive des mammifères qui produisirent à leur tour des lignées de formes et tailles très différentes, terrestres, aériennes ou maritimes.

## Caractéristiques
Depuis la divergence entre les Tétrapodes souches aquatiques et les tétrapodes amniotes, reptiliomorphes, ces derniers connaissent une radiation évolutive. Leur « sortie des eaux » s'accompagne de la colonisation de nombreuses niches écologiques de la biosphère terrestre, ce qui leur permet une radiation évolutive, les possibilités de diversification étant telles qu'une grande diversité de plans d'organisation et de taille ont pu émerger. Cette diversité se manifeste particulièrement dans la région craniofaciale où se concentrent des organes sensoriels en lien notamment avec l'alimentation et des transitions vers des comportements de prédation.
Les amniotes possèdent des griffes, étuis cornés couvrant les phalanges terminales des doigts (formant notamment des sabots chez les ongulés, et des ongles chez les primates), ce qui les distingue de l'autre grand groupe actuel des vertébrés tétrapodes, les lissamphibiens (seul groupe survivant de la classe des amphibiens) dont les quatre membre locomoteurs (correspondant aux deux paires de membres chiridiens) sont munis de doigts nus.

## Cladogramme

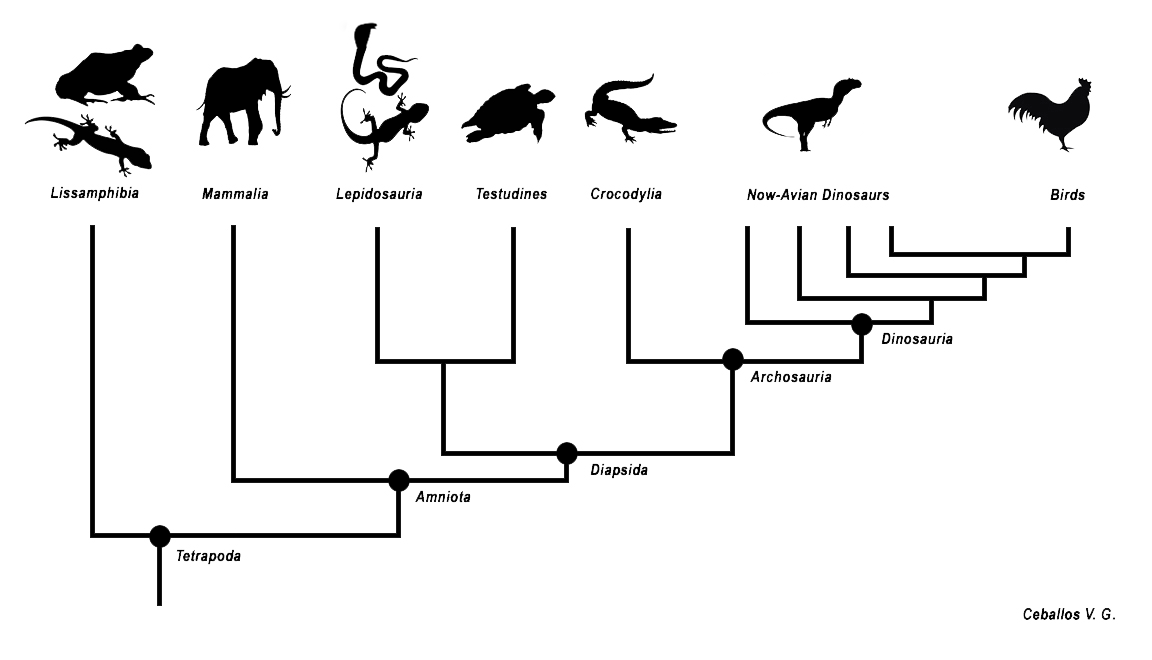
Cladogramme des tétrapodes illustrant la position phylogénétique des amniotes.

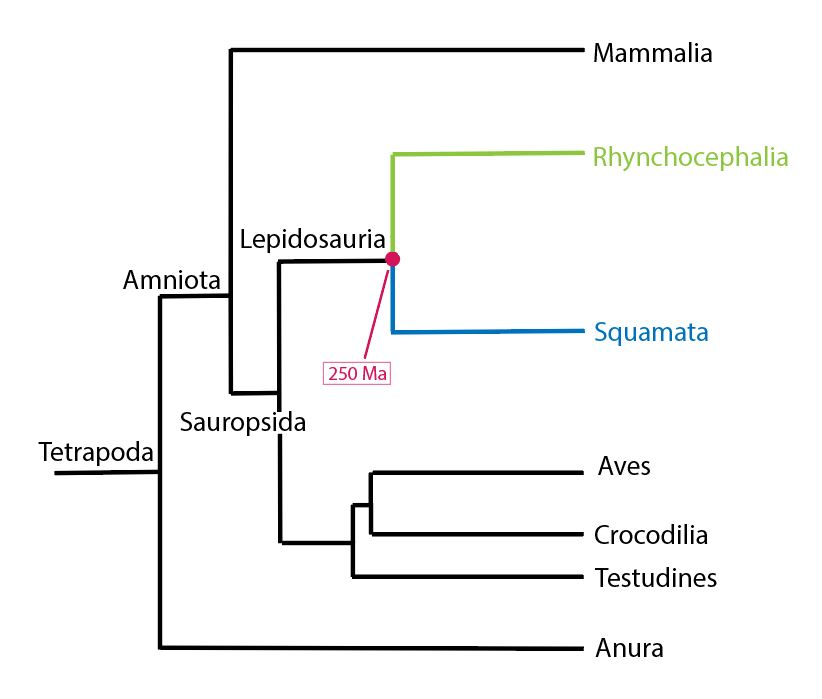
Cladogramme mettant en lumière les relations de parenté phylogénétique existant entre les différents groupes des amniotes.

Le cladogramme ici présenté illustre la phylogénie (les rapports de parenté) des amniotes. Il montre une version simplifiée des rapports de parenté établis par Laurin et Reisz (1995). Le cladogramme recouvre le groupe tel qu'établi selon la définition du paléontologue américain Jacques Gauthier.
|           | †Pareiasauria |
|           | |
| Non nommé | \| \| †Procolophonoidea \| \| \| \| \| \| Testudines (tortues terrestres, tortues aquatiques, tortues marines) \| \| \| \| |
|           | \| \| †Procolophonoidea \| \| \| \| \| \| Testudines (tortues terrestres, tortues aquatiques, tortues marines) \| \| \| \| |
|           | †Procolophonoidea |
|           | |
|           | Testudines (tortues terrestres, tortues aquatiques, tortues marines)                                                       |
|           | |

|  | †Procolophonoidea                                                    |
|  |                                                                      |
|  | Testudines (tortues terrestres, tortues aquatiques, tortues marines) |
|  |                                                                      |

|           | †Pareiasauria |
|           | |
| Non nommé | \| \| †Procolophonoidea \| \| \| \| \| \| Testudines (tortues terrestres, tortues aquatiques, tortues marines) \| \| \| \| |
|           | \| \| †Procolophonoidea \| \| \| \| \| \| Testudines (tortues terrestres, tortues aquatiques, tortues marines) \| \| \| \| |
|           | †Procolophonoidea |
|           | |
|           | Testudines (tortues terrestres, tortues aquatiques, tortues marines)                                                       |
|           | |

|  | †Procolophonoidea                                                    |
|  |                                                                      |
|  | Testudines (tortues terrestres, tortues aquatiques, tortues marines) |
|  |                                                                      |

|           | †Captorhinidae                                                                                                   |
|           | |
| Romeriida | \| \| †Protorothyrididae \| \| \| \| \| \| Diapsida (lézards, serpents, crocodiliens, oiseaux, etc.) \| \| \| \| |
|           | \| \| †Protorothyrididae \| \| \| \| \| \| Diapsida (lézards, serpents, crocodiliens, oiseaux, etc.) \| \| \| \| |
|           | †Protorothyrididae                                                                                               |
|           | |
|           | Diapsida (lézards, serpents, crocodiliens, oiseaux, etc.)                                                        |
|           | |

|  | †Protorothyrididae                                        |
|  |                                                           |
|  | Diapsida (lézards, serpents, crocodiliens, oiseaux, etc.) |
|  |                                                           |

|           | †Pareiasauria |
|           | |
| Non nommé | \| \| †Procolophonoidea \| \| \| \| \| \| Testudines (tortues terrestres, tortues aquatiques, tortues marines) \| \| \| \| |
|           | \| \| †Procolophonoidea \| \| \| \| \| \| Testudines (tortues terrestres, tortues aquatiques, tortues marines) \| \| \| \| |
|           | †Procolophonoidea |
|           | |
|           | Testudines (tortues terrestres, tortues aquatiques, tortues marines)                                                       |
|           | |

|  | †Procolophonoidea                                                    |
|  |                                                                      |
|  | Testudines (tortues terrestres, tortues aquatiques, tortues marines) |
|  |                                                                      |

|           | †Pareiasauria |
|           | |
| Non nommé | \| \| †Procolophonoidea \| \| \| \| \| \| Testudines (tortues terrestres, tortues aquatiques, tortues marines) \| \| \| \| |
|           | \| \| †Procolophonoidea \| \| \| \| \| \| Testudines (tortues terrestres, tortues aquatiques, tortues marines) \| \| \| \| |
|           | †Procolophonoidea |
|           | |
|           | Testudines (tortues terrestres, tortues aquatiques, tortues marines)                                                       |
|           | |

|  | †Procolophonoidea                                                    |
|  |                                                                      |
|  | Testudines (tortues terrestres, tortues aquatiques, tortues marines) |
|  |                                                                      |

|           | †Captorhinidae                                                                                                   |
|           | |
| Romeriida | \| \| †Protorothyrididae \| \| \| \| \| \| Diapsida (lézards, serpents, crocodiliens, oiseaux, etc.) \| \| \| \| |
|           | \| \| †Protorothyrididae \| \| \| \| \| \| Diapsida (lézards, serpents, crocodiliens, oiseaux, etc.) \| \| \| \| |
|           | †Protorothyrididae                                                                                               |
|           | |
|           | Diapsida (lézards, serpents, crocodiliens, oiseaux, etc.)                                                        |
|           | |

|  | †Protorothyrididae                                        |
|  |                                                           |
|  | Diapsida (lézards, serpents, crocodiliens, oiseaux, etc.) |
|  |                                                           |

|           | †Pareiasauria |
|           | |
| Non nommé | \| \| †Procolophonoidea \| \| \| \| \| \| Testudines (tortues terrestres, tortues aquatiques, tortues marines) \| \| \| \| |
|           | \| \| †Procolophonoidea \| \| \| \| \| \| Testudines (tortues terrestres, tortues aquatiques, tortues marines) \| \| \| \| |
|           | †Procolophonoidea |
|           | |
|           | Testudines (tortues terrestres, tortues aquatiques, tortues marines)                                                       |
|           | |

|  | †Procolophonoidea                                                    |
|  |                                                                      |
|  | Testudines (tortues terrestres, tortues aquatiques, tortues marines) |
|  |                                                                      |

|           | †Pareiasauria |
|           | |
| Non nommé | \| \| †Procolophonoidea \| \| \| \| \| \| Testudines (tortues terrestres, tortues aquatiques, tortues marines) \| \| \| \| |
|           | \| \| †Procolophonoidea \| \| \| \| \| \| Testudines (tortues terrestres, tortues aquatiques, tortues marines) \| \| \| \| |
|           | †Procolophonoidea |
|           | |
|           | Testudines (tortues terrestres, tortues aquatiques, tortues marines)                                                       |
|           | |

|  | †Procolophonoidea                                                    |
|  |                                                                      |
|  | Testudines (tortues terrestres, tortues aquatiques, tortues marines) |
|  |                                                                      |

|           | †Captorhinidae                                                                                                   |
|           | |
| Romeriida | \| \| †Protorothyrididae \| \| \| \| \| \| Diapsida (lézards, serpents, crocodiliens, oiseaux, etc.) \| \| \| \| |
|           | \| \| †Protorothyrididae \| \| \| \| \| \| Diapsida (lézards, serpents, crocodiliens, oiseaux, etc.) \| \| \| \| |
|           | †Protorothyrididae                                                                                               |
|           | |
|           | Diapsida (lézards, serpents, crocodiliens, oiseaux, etc.)                                                        |
|           | |

|  | †Protorothyrididae                                        |
|  |                                                           |
|  | Diapsida (lézards, serpents, crocodiliens, oiseaux, etc.) |
|  |                                                           |

|           | †Pareiasauria |
|           | |
| Non nommé | \| \| †Procolophonoidea \| \| \| \| \| \| Testudines (tortues terrestres, tortues aquatiques, tortues marines) \| \| \| \| |
|           | \| \| †Procolophonoidea \| \| \| \| \| \| Testudines (tortues terrestres, tortues aquatiques, tortues marines) \| \| \| \| |
|           | †Procolophonoidea |
|           | |
|           | Testudines (tortues terrestres, tortues aquatiques, tortues marines)                                                       |
|           | |

|  | †Procolophonoidea                                                    |
|  |                                                                      |
|  | Testudines (tortues terrestres, tortues aquatiques, tortues marines) |
|  |                                                                      |

|           | †Pareiasauria |
|           | |
| Non nommé | \| \| †Procolophonoidea \| \| \| \| \| \| Testudines (tortues terrestres, tortues aquatiques, tortues marines) \| \| \| \| |
|           | \| \| †Procolophonoidea \| \| \| \| \| \| Testudines (tortues terrestres, tortues aquatiques, tortues marines) \| \| \| \| |
|           | †Procolophonoidea |
|           | |
|           | Testudines (tortues terrestres, tortues aquatiques, tortues marines)                                                       |
|           | |

|  | †Procolophonoidea                                                    |
|  |                                                                      |
|  | Testudines (tortues terrestres, tortues aquatiques, tortues marines) |
|  |                                                                      |

|           | †Captorhinidae                                                                                                   |
|           | |
| Romeriida | \| \| †Protorothyrididae \| \| \| \| \| \| Diapsida (lézards, serpents, crocodiliens, oiseaux, etc.) \| \| \| \| |
|           | \| \| †Protorothyrididae \| \| \| \| \| \| Diapsida (lézards, serpents, crocodiliens, oiseaux, etc.) \| \| \| \| |
|           | †Protorothyrididae                                                                                               |
|           | |
|           | Diapsida (lézards, serpents, crocodiliens, oiseaux, etc.)                                                        |
|           | |

|  | †Protorothyrididae                                        |
|  |                                                           |
|  | Diapsida (lézards, serpents, crocodiliens, oiseaux, etc.) |
|  |                                                           |

|           | †Pareiasauria |
|           | |
| Non nommé | \| \| †Procolophonoidea \| \| \| \| \| \| Testudines (tortues terrestres, tortues aquatiques, tortues marines) \| \| \| \| |
|           | \| \| †Procolophonoidea \| \| \| \| \| \| Testudines (tortues terrestres, tortues aquatiques, tortues marines) \| \| \| \| |
|           | †Procolophonoidea |
|           | |
|           | Testudines (tortues terrestres, tortues aquatiques, tortues marines)                                                       |
|           | |

|  | †Procolophonoidea                                                    |
|  |                                                                      |
|  | Testudines (tortues terrestres, tortues aquatiques, tortues marines) |
|  |                                                                      |

|           | †Pareiasauria |
|           | |
| Non nommé | \| \| †Procolophonoidea \| \| \| \| \| \| Testudines (tortues terrestres, tortues aquatiques, tortues marines) \| \| \| \| |
|           | \| \| †Procolophonoidea \| \| \| \| \| \| Testudines (tortues terrestres, tortues aquatiques, tortues marines) \| \| \| \| |
|           | †Procolophonoidea |
|           | |
|           | Testudines (tortues terrestres, tortues aquatiques, tortues marines)                                                       |
|           | |

|  | †Procolophonoidea                                                    |
|  |                                                                      |
|  | Testudines (tortues terrestres, tortues aquatiques, tortues marines) |
|  |                                                                      |

|           | †Captorhinidae                                                                                                   |
|           | |
| Romeriida | \| \| †Protorothyrididae \| \| \| \| \| \| Diapsida (lézards, serpents, crocodiliens, oiseaux, etc.) \| \| \| \| |
|           | \| \| †Protorothyrididae \| \| \| \| \| \| Diapsida (lézards, serpents, crocodiliens, oiseaux, etc.) \| \| \| \| |
|           | †Protorothyrididae                                                                                               |
|           | |
|           | Diapsida (lézards, serpents, crocodiliens, oiseaux, etc.)                                                        |
|           | |

|  | †Protorothyrididae                                        |
|  |                                                           |
|  | Diapsida (lézards, serpents, crocodiliens, oiseaux, etc.) |
|  |                                                           |

|           | †Pareiasauria |
|           | |
| Non nommé | \| \| †Procolophonoidea \| \| \| \| \| \| Testudines (tortues terrestres, tortues aquatiques, tortues marines) \| \| \| \| |
|           | \| \| †Procolophonoidea \| \| \| \| \| \| Testudines (tortues terrestres, tortues aquatiques, tortues marines) \| \| \| \| |
|           | †Procolophonoidea |
|           | |
|           | Testudines (tortues terrestres, tortues aquatiques, tortues marines)                                                       |
|           | |

|  | †Procolophonoidea                                                    |
|  |                                                                      |
|  | Testudines (tortues terrestres, tortues aquatiques, tortues marines) |
|  |                                                                      |

|           | †Pareiasauria |
|           | |
| Non nommé | \| \| †Procolophonoidea \| \| \| \| \| \| Testudines (tortues terrestres, tortues aquatiques, tortues marines) \| \| \| \| |
|           | \| \| †Procolophonoidea \| \| \| \| \| \| Testudines (tortues terrestres, tortues aquatiques, tortues marines) \| \| \| \| |
|           | †Procolophonoidea |
|           | |
|           | Testudines (tortues terrestres, tortues aquatiques, tortues marines)                                                       |
|           | |

|  | †Procolophonoidea                                                    |
|  |                                                                      |
|  | Testudines (tortues terrestres, tortues aquatiques, tortues marines) |
|  |                                                                      |

|           | †Captorhinidae                                                                                                   |
|           | |
| Romeriida | \| \| †Protorothyrididae \| \| \| \| \| \| Diapsida (lézards, serpents, crocodiliens, oiseaux, etc.) \| \| \| \| |
|           | \| \| †Protorothyrididae \| \| \| \| \| \| Diapsida (lézards, serpents, crocodiliens, oiseaux, etc.) \| \| \| \| |
|           | †Protorothyrididae                                                                                               |
|           | |
|           | Diapsida (lézards, serpents, crocodiliens, oiseaux, etc.)                                                        |
|           | |

|  | †Protorothyrididae                                        |
|  |                                                           |
|  | Diapsida (lézards, serpents, crocodiliens, oiseaux, etc.) |
|  |                                                           |

|           | †Pareiasauria |
|           | |
| Non nommé | \| \| †Procolophonoidea \| \| \| \| \| \| Testudines (tortues terrestres, tortues aquatiques, tortues marines) \| \| \| \| |
|           | \| \| †Procolophonoidea \| \| \| \| \| \| Testudines (tortues terrestres, tortues aquatiques, tortues marines) \| \| \| \| |
|           | †Procolophonoidea |
|           | |
|           | Testudines (tortues terrestres, tortues aquatiques, tortues marines)                                                       |
|           | |

|  | †Procolophonoidea                                                    |
|  |                                                                      |
|  | Testudines (tortues terrestres, tortues aquatiques, tortues marines) |
|  |                                                                      |

|           | †Pareiasauria |
|           | |
| Non nommé | \| \| †Procolophonoidea \| \| \| \| \| \| Testudines (tortues terrestres, tortues aquatiques, tortues marines) \| \| \| \| |
|           | \| \| †Procolophonoidea \| \| \| \| \| \| Testudines (tortues terrestres, tortues aquatiques, tortues marines) \| \| \| \| |
|           | †Procolophonoidea |
|           | |
|           | Testudines (tortues terrestres, tortues aquatiques, tortues marines)                                                       |
|           | |

|  | †Procolophonoidea                                                    |
|  |                                                                      |
|  | Testudines (tortues terrestres, tortues aquatiques, tortues marines) |
|  |                                                                      |

|           | †Captorhinidae                                                                                                   |
|           | |
| Romeriida | \| \| †Protorothyrididae \| \| \| \| \| \| Diapsida (lézards, serpents, crocodiliens, oiseaux, etc.) \| \| \| \| |
|           | \| \| †Protorothyrididae \| \| \| \| \| \| Diapsida (lézards, serpents, crocodiliens, oiseaux, etc.) \| \| \| \| |
|           | †Protorothyrididae                                                                                               |
|           | |
|           | Diapsida (lézards, serpents, crocodiliens, oiseaux, etc.)                                                        |
|           | |

|  | †Protorothyrididae                                        |
|  |                                                           |
|  | Diapsida (lézards, serpents, crocodiliens, oiseaux, etc.) |
|  |                                                           |

|           | †Pareiasauria |
|           | |
| Non nommé | \| \| †Procolophonoidea \| \| \| \| \| \| Testudines (tortues terrestres, tortues aquatiques, tortues marines) \| \| \| \| |
|           | \| \| †Procolophonoidea \| \| \| \| \| \| Testudines (tortues terrestres, tortues aquatiques, tortues marines) \| \| \| \| |
|           | †Procolophonoidea |
|           | |
|           | Testudines (tortues terrestres, tortues aquatiques, tortues marines)                                                       |
|           | |

|  | †Procolophonoidea                                                    |
|  |                                                                      |
|  | Testudines (tortues terrestres, tortues aquatiques, tortues marines) |
|  |                                                                      |

|           | †Pareiasauria |
|           | |
| Non nommé | \| \| †Procolophonoidea \| \| \| \| \| \| Testudines (tortues terrestres, tortues aquatiques, tortues marines) \| \| \| \| |
|           | \| \| †Procolophonoidea \| \| \| \| \| \| Testudines (tortues terrestres, tortues aquatiques, tortues marines) \| \| \| \| |
|           | †Procolophonoidea |
|           | |
|           | Testudines (tortues terrestres, tortues aquatiques, tortues marines)                                                       |
|           | |

|  | †Procolophonoidea                                                    |
|  |                                                                      |
|  | Testudines (tortues terrestres, tortues aquatiques, tortues marines) |
|  |                                                                      |

|           | †Captorhinidae                                                                                                   |
|           | |
| Romeriida | \| \| †Protorothyrididae \| \| \| \| \| \| Diapsida (lézards, serpents, crocodiliens, oiseaux, etc.) \| \| \| \| |
|           | \| \| †Protorothyrididae \| \| \| \| \| \| Diapsida (lézards, serpents, crocodiliens, oiseaux, etc.) \| \| \| \| |
|           | †Protorothyrididae                                                                                               |
|           | |
|           | Diapsida (lézards, serpents, crocodiliens, oiseaux, etc.)                                                        |
|           | |

|  | †Protorothyrididae                                        |
|  |                                                           |
|  | Diapsida (lézards, serpents, crocodiliens, oiseaux, etc.) |
|  |                                                           |

L'inclusion des Testudines (les tortues) au sein des Parareptilia n'est plus soutenue depuis que des recherches phylogénétiques plus récentes ont eu lieu. Toutes les études de phylogénétique moléculaire les situent au sein des diapsides,, mais à l'intérieur de ce groupe, la discussion reste ouverte entre les chercheurs qui les classent parmi archosaures, ceux qui en font le groupe-frère des archosaures,,, et ceux qui depuis l'analyse dirigée en 2012 par Lyson et al., les considèrent comme le groupe-frère des lépidosaures.